# Huile essentielle de yuzu
L'huile essentielle de yuzu est un extrait liquide et aromatique obtenu à partir du zeste du fruit du yuzu (Citrus Junos). Elle est principalement produite dans la région de Kōchi, le rendement est faible, et le marché ne se développe que depuis 2020 sachant que la production de yuzu au Japon et en Corée stagne tendanciellement.
Le parfum de yuzu est spécialement apprécié des parfumeurs et la haute cuisine occidentale, les producteurs japonais ont multiplié les études pour comprendre le succès de ce fruit.
On ne doit pas confondre l'huile essentielle avec les huiles (de colza) infusées de yuzu.

## Origine
Tanaka présume que l'origine du yuzu est la Chine, il aurait été successivement introduit vers le VIIIe siècle en Corée puis au Japon la culture de ce fruit à échelle significative date de la seconde partie du XXe siècle, la production restant limitée autour de 26 000 t (en 2016). L'huile essentielle est principalement produite au Japon par hydrodistillation (en Corée le flavedo est consommé et non le jus) et marginalement au Portugal. L'extraction sans solvant assistée micro-onde est mentionnée.
Elle est étudiée depuis le début du XXIe sciécle. La première publication sur l'huile essentielle de yuzu est japonaise par Naoko Shinoda et al. en 1969.
En Japonais ゆず 精油 (yuzu seiyu), en coréen 유자 에센셜 오일 (yuja esensyeol oil).

## Composition
La composition peut être largement affectée par les conditions de stockage avec des pertes de 38 à 93 % d'hydrocarbures monoterpéniques totaux, de limonène, γ-terpinène, myrcène et α-pinène, et une augmentation notable de p -cymène et d'alcools monoterpéniques. Le (−)-spathulénol (décahydro-1,1,7-triméthyl-4-méthylène-1 H -cyclopropylazulène-7-ol) est un indice de fraicheur de l'huile essentielle. Il existe aussi des typicités par cultivar: le limonène (composant majeur de 56 à 80 %), l'α-pinène (0,3 à 3,2 %), les α- et β-phellandrènes, le myrcène (1,1 à 3,2 %), le γ-terpinène (7,8 à 17 %), le (E)-β-farnésène et le linalol sont communs mais l'huile de 'Komatsu Sadao' est différente et avec le plus grand nombre de composants (Les fourchettes de résultats proviennent de A. Uehara, N. Baldovini (2020)). Le yuzu est consommé immature (vert issu l'éclaircissage) et à maturité (jaune en octobre-novembre). 22 aldéhydes ont été identifiés dans l'huile essentielle de zeste de yuzu à maturité jaune et vert avec des profils aromatiques différents. 鬼柚子 (Oni-yuzu) est un mutant avec un pourcentage très élevé de limonène (85 %).

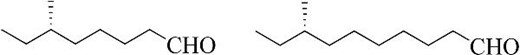
Les composants aromatiques caractéristiques du yuzu: le 6-méthyloctanal et le 8-méthyldécanal

Sawamura a publié des analyses de extraits de yuzu coréens et japonais, il insiste sur les effets de la méthode d'extraction. Yasutaka Ohkubo et al. (2021) identifient les énantiomères (S) du 6-méthyloctanal et le 8-méthyldécanal comme composants aromatiques caractéristiques du yuzu et en réalisent la synthèse. La comparaison des compositions des l'huiles essentielle de yuzu avec les agrumes les plus communs, plusieurs composants spécifiques du yuzu sont uniques: La (10 Z )-oxacyclotridec-10-en-2-one (lactone de yuzu aux notes mentholées/camphrèes) ne se retrouve que dans le 'Dangyooja' (C. maxima), le Ki-mikan (C. flaviculpus) et les hybrides de roses thé. 2 β -cétols : le 6-hydroxy-2,6-diméthyl-7-octène-4-one (tagetonol) et le 6-hydroxy-2,6-diméthyl-2,7-octadiène-4-one présents chez le yuzu n'existe chez aucun autre agrume.
La présence de la yuzunone et du yuzuol sont discutées. Une analyse des principales variétés d'agrumes selon leur composés coumarines et furanocoumarines (2020) rapproche le yuzu des C. paradisi.

### Authenticité
«La détermination de la distribution énantiomérique des composés chiraux dans des mélanges naturels est l'une des approches pour évaluer leur authenticité et détecter d'éventuelles fraudes. ...avec la popularité croissante du fruit de yuzu, son huile est désormais disponible dans le commerce dans le monde entier, mais son prix est beaucoup plus élevé que la plupart des autres huiles d'agrumes (par exemple yuzu : 1 000 €/kg, citron : 10 à 20 €/kg, Huile d'orange douce :5 à 10 €/kg (2019)» .

Les recherches (2024) sur les effet anti-stress et anti-dépressif d'une huile essentielle de yuzu synthétique «plus stable et moins coûteuse que les parfums naturels» imitant l'huile distillée à la vapeur ont donné des résultats positifs sur humain à Tochigi.

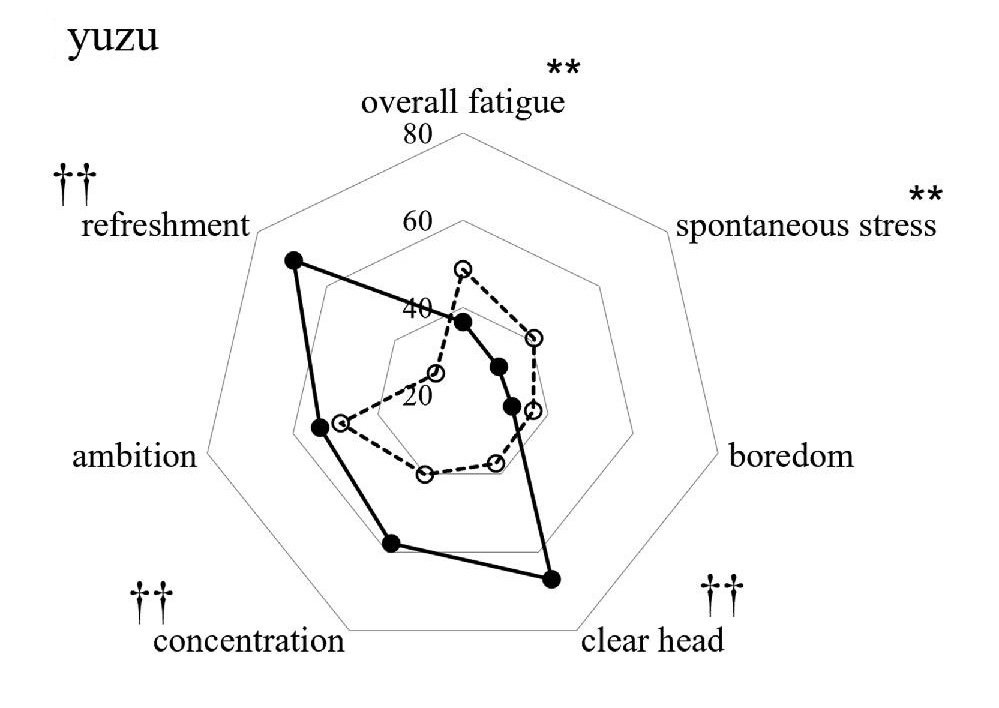
Changements d'émotions selon plusieurs échelles d'humeur après l'inhalation de chaque huile essentielle

### Constituants odorants du Yuzu
Les nombreuses notes parfumées de l'huile essentielle de yuzu figurent chez A. Uehara, N. Baldovini. Ils ajoutent que les 2 β -cétols et le 1- p -menthène-8-thiol (note type des pamplemousses) sont à la base de «l'odeur caractéristique agréable et fraîche». Les arômes de fruits dus au 4-méthyl-4-mercaptopentan-2-one (présents vin blanc et le houblon) sont propres l'odeur du yuzu (note de fruits tropicaux). Les trois aldéhydes sont données comme «une partie de l'odeur essentielle du Yuzu» notes vertes fraîches».

### Toxicité
Une recherche de 25 composés coumariniques photoactifs dans les huiles essentielles potentiellement toxiques pour humain à montré (2023) que l'huile de yuzu distillée est la seule huile essentielle dérivée d'écorces d'agrumes exempte de concentrations mesurables de ces 25 composés cibles (5 µg/g).

## Avantages fonctionnels
Parmi les nombreuses expérimentations, les essais double aveugle sur humains ont montré:
- Une inhalation pendant 10 mn d'huile essentielle de yuzu diminue la fréquence cardiaque et augmente la régulation cardiaque pendant au moins 25 mn. L'inhalation de l'huile essentielle de yuzu diminue significativement les troubles de l'humeur, stabilise l'état affectif (tension, anxiété et fatigue) jusqu'à 35 mn[18]. En milieu hospitalier l'anxiété maternelle était significativement plus faible chez 60 sujets respirant de l'huile essentielle de yuzu que dans le groupe témoin (2014)[19].

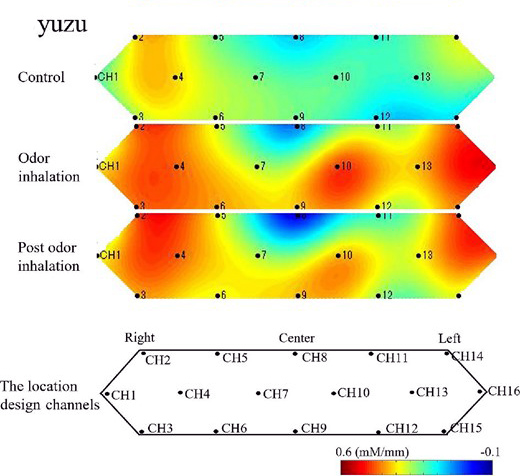
Concentration d'oxyhémoglobine dans le cerveau - en haut témoin (air naturel) - pendant et après l'inhalation. En rouge augmentation et en bleue diminution de la concentration.

- Chez 32 participants (16 hommes et 16 femmes, de 20 à 24 ans), l'huile essentielle le yuzu induit une sédation du système nerveux autonome et une stimulation du système nerveux central. La sensation de fatigue est réduite et la sensation de fraîcheur améliorée. Les performances sont meilleures (attention, concentration) après l'inhalation d'huile essentielle de yuzu, la concentration d'oxyhémoglobine dans le cortex préfrontal augmente simultanément (2021)[15].

## Présentation
L'huile essentielle de yuzu est un liquide incolore à ocre, son odeur est douce. Son indice de réfraction est compris entre 1,46 et 1,49 €/kg sa densité relative entre 0,83 et 0,86; elle est soluble dans l'alcool et insoluble dans l'eau.

## Diffusion

### Parfumerie
Sylvaine Delacourte écrit que la production japonaise d'huile essentielle de yuzu «ne pourrait pas supporter un grand lancement international», les eaux de toilette disponibles sont le plus souvent des mélanges d'agrumes.

### Cuisine, cocktails, pâtisserie
Des purées de fruits 100% de yuzu mûrs, non sucrées sont diffusées principalement en provenance du Japon.